# 水枕

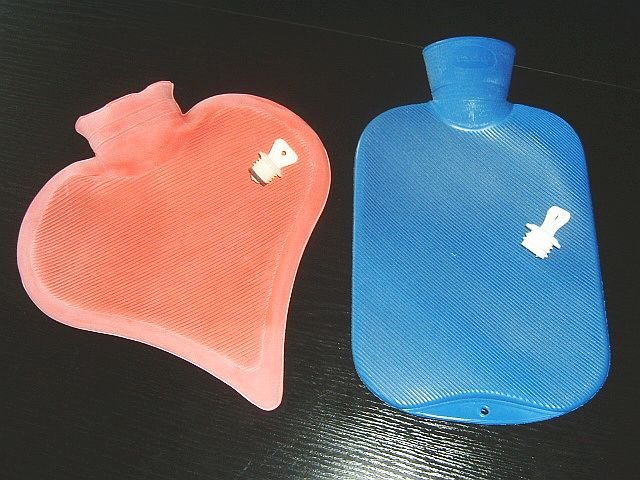
水枕にも使える湯たんぽ。

水枕（みずまくら）は、後頭部の冷却に用いる枕の一種。袋状のゴム、PVC製で、中に水や氷を入れ、口金で留めて使用する。氷を使用したものは氷枕（こおりまくら、ひょうちん）とも呼ばれる。氷の量により温度の調整ができる特徴がある。
日本では1872年の京都博覧会で紹介された。1903年〜1904年頃より兵庫県のラバー商会が製造。1923年にはダンロップにより、ほぼ現在の形の水枕が出来上がった。
ラテックス（天然ゴム）によるラテックスアレルギー防止のため、ポリ塩化ビニルが使われる。
なお、前頭部を冷やすための道具としては氷嚢（ひょうのう）がある。その他、同様の用途で使用されるものには冷却ジェルシート、アイスノンなどの保冷枕がある。